# 贴梗海棠
貼梗海棠（學名：Chaenomeles speciosa）又名皱皮木瓜、铁脚梨，为蔷薇科木瓜海棠属落叶灌木。花美丽，供观赏。果实古称“木瓜”，如《詩經·衛風·木瓜》：「投我以木瓜、報之以瓊琚。」是貼梗海棠的果實，可食用、可入药，以宣城产者为最佳，称为宣木瓜。
其种加词“speciosa”意为“外表美丽的”。

## 外部連結
- 貼梗海棠 Tiegenghaitang （页面存档备份，存于） 藥用植物圖像數據庫 (香港浸會大學中醫藥學院) （中文）（英文）
- 木瓜 Mugua （页面存档备份，存于） 中藥材圖像數據庫 (香港浸會大學中醫藥學院)
- 木瓜 Mu Gua （页面存档备份，存于） 中藥標本數據庫 (香港浸會大學中醫藥學院) （繁體中文）（英文）